# 野村裕樹
野村 裕樹（のむら ゆうき、1999年8月25日 - ）は、静岡県静岡市駿河区出身のプロ野球選手（投手）。右投右打。

## 経歴

### プロ入り前
静岡市立大里西小学校4年次にテレビアニメ『メジャー』の影響で少年野球チーム・静岡ツインズで野球を始め、投手としてプレーする。静岡市立大里中学校在学時には静岡ジュニアユースbbcの1期生として在籍した。
中学卒業後は静岡市立清水桜が丘高等学校に進学し、1年生の頃より打撃センスを見込まれ、それまでは投手だったが外野手に転向した。3年次の夏の大会では5番・レフトとして出場した。高校最終戦となった2017年7月20日の浜松商との3回戦では4打数2安打3打点1本塁打の活躍を見せた。
高校卒業後は東都大学野球連盟所属の東洋大学に入学。硬式野球部入部後は高校時代同様に外野手を務めていたが、2年生春の故障を機に投手へ再転向した。再転向後は最高球速が140km/hから145km/hまで上昇。潜在能力の高さからスカウトの視察もあったが、リーグ戦での登板機会には恵まれなかった。

### BCリーグ・埼玉時代
2021年11月9日に行われたルートインBCリーグ2021ドラフト会議にて特別合格選手として埼玉武蔵ヒートベアーズに加入したことが発表された。背番号は28。
2022年シーズンは先発5試合を含む21試合に登板し、2勝4敗1完投、28奪三振、防御率6.04の成績を残した。4月9日の開幕戦では4回裏から登板し3回を無失点に抑え、BCリーグ初勝利を挙げた。

### BCリーグ・神奈川時代
9月28日に神奈川フューチャードリームスへの移籍が発表された。背番号は25。
2023年シーズンは先発4試合を含む15試合に登板し、0勝4敗、15奪三振、防御率6.92の成績を残した。シーズンオフの10月6日、球団から任意引退選手として退団することが発表された。

### くふうハヤテ時代
神奈川の任意引退後は、現役引退することを決意していたが、野球好きな父に反対され、2023年11月、2024年シーズンから日本野球機構 (NPB) のファームリーグであるウエスタン・リーグに新規参入するハヤテ223（当時チーム名未定、その後「くふうハヤテベンチャーズ静岡」と発表）のトライアウトを受験した。12月7日に同球団に入団することが発表された。背番号は28。
2024年の開幕当初は先発ローテーションの一角として3試合に先発登板し、いずれもQSを達成した。その後はリリーフに配置転換されたが、5月6日の登板から長らく試合に出場せず、9月5日の試合で久々に登板した。
公式戦では14試合に登板し、0勝3敗、防御率2.32の成績だった。10月31日、契約満了による退団が発表されたが、のちに再契約したことが2025年1月15日に発表された。

## 選手としての特徴
最速149km/hの球質の重い直球と、変化球の制球力が持ち味。カーブなど5種類の変化球を操る。

## 詳細情報

### 独立リーグでの年度別投手成績
| 年 度     | 球 団     | 登 板 | 先 発 | 完 投 | 完 封 | 無 四 球 | 勝 利 | 敗 戦 | セ 丨 ブ | ホ 丨 ル ド | 勝 率 | 打 者 | 投 球 回 | 被 安 打 | 被 本 塁 打 | 与 四 球 | 敬 遠 | 与 死 球 | 奪 三 振 | 暴 投 | ボ 丨 ク | 失 点 | 自 責 点 | 防 御 率 | W H I P |
| --------- | --------- | ----- | ----- | ----- | ----- | -------- | ----- | ----- | -------- | ----------- | ----- | ----- | -------- | -------- | ----------- | -------- | ----- | -------- | -------- | ----- | -------- | ----- | -------- | -------- | ------- |
| 2022      | 埼玉      | 21    | 5     | 1     | 0     | 0        | 2     | 4     | 0        | 0           | .333  | 213   | 47.2     | 59       | 2           | 13       | -     | 3        | 28       | 5     | 2        | 34    | 32       | 6.04     | 1.51    |
| 2023      | 神奈川    | 15    | 4     | 0     | 0     | 0        | 0     | 4     | 0        | 0           | .000  | 125   | 26.0     | 35       | 1           | 17       | -     | 2        | 15       | 1     | 0        | 23    | 20       | 6.92     | 2.00    |
| 通算：2年 | 通算：2年 | 36    | 9     | 1     | 0     | 0        | 2     | 8     | 0        | 0           | .200  | 338   | 73.2     | 94       | 3           | 30       | -     | 5        | 43       | 6     | 2        | 57    | 52       | 6.35     | 1.68    |

- 2023年シーズン終了時

### 背番号
- 28 （2022年、2024年 - ）
- 25 （2023年）